# Colyford
Colyford è un paese della contea del Devon, in Inghilterra.